# Gyōji

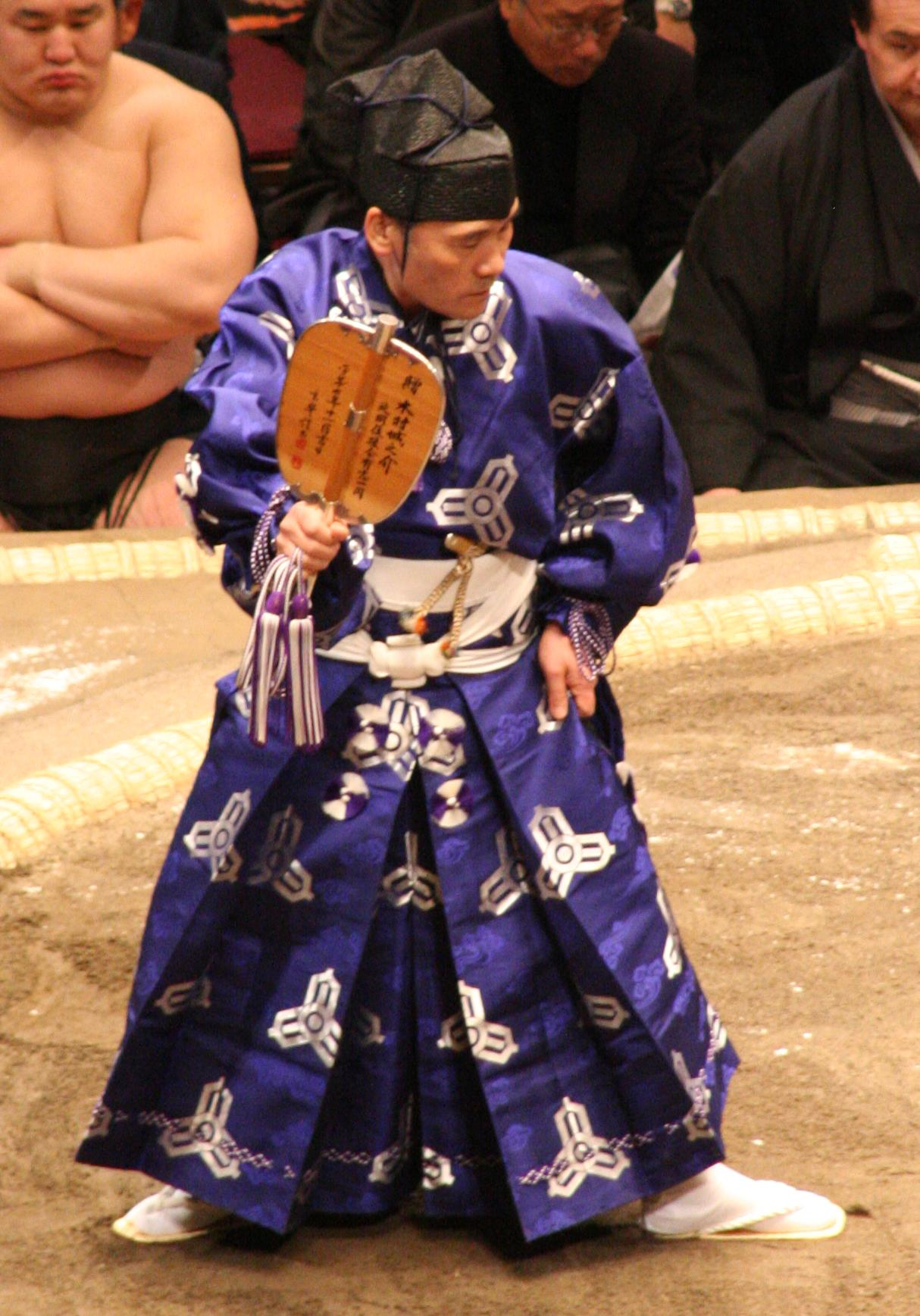
Un gyōji, il 37º Shikimori Inosuke.

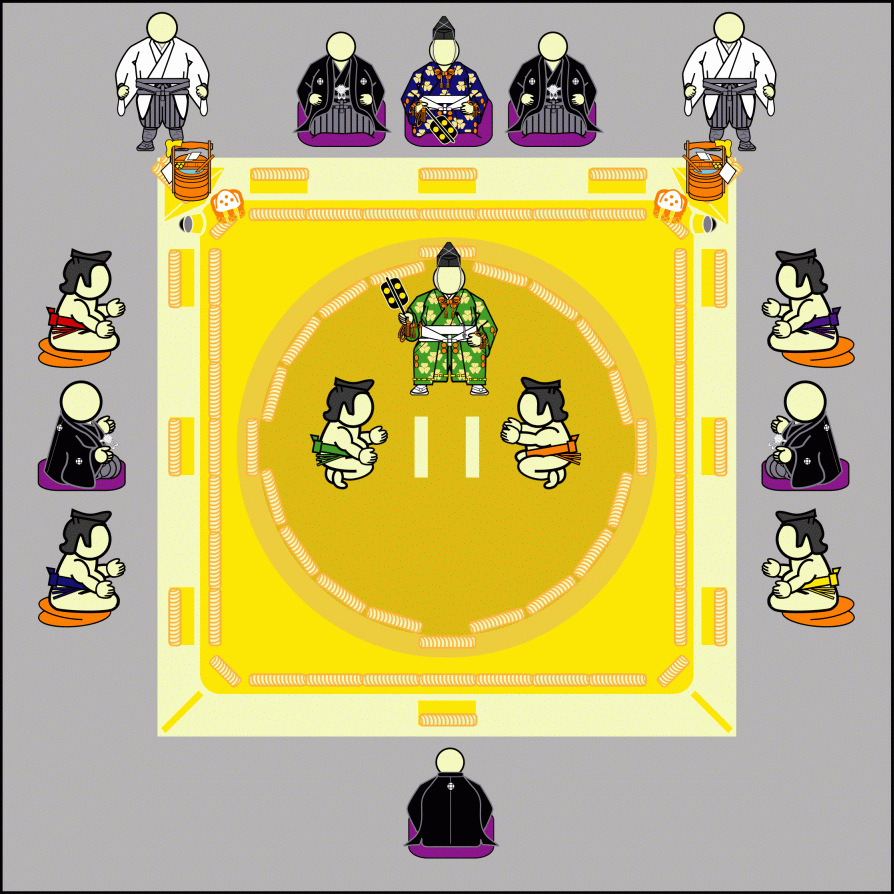
Posizione del gyōji al centro del dohyō.

Un Gyōji (行司?) è un arbitro di sumo professionale in Giappone.
Di solito un Gyōji entra nel mondo del sumo da adolescente e rimane dipendente della Japan Sumo Association (la federazione che governa il sumo professionistico) fino al pensionamento a 65 anni. Attualmente ci sono poco più di 40 gyōji attivi con una media di uno in ogni palestra, anche se alcune scuderie ne hanno più di uno e alcune non ne hanno.

## Storia
Originariamente non c'erano arbitri ufficiali nel sumo: se ci fossero stati incontri ravvicinati l'imperatore avrebbe determinato il vincitore. Fu solo all'inizio del XVI secolo, con l'aiuto di Oda Nobunaga che la figura del gyōji iniziò a fare la sua apparizione.

## Responsabilità
Il compito principale e più ovvio del gyōji è quello di arbitrare incontri tra due rikishi. Dopo che gli yobidashi li avranno chiamati sul dohyō, il gyōji annuncerà ad alta voce, senza l'ausilio di un microfono, il nome di ogni lottatore. È responsabilità del gyōji sorvegliare i lottatori mentre affrontano i rituali iniziali e poi coordinare la carica iniziale (o tachi-ai) tra i lottatori. Dopo che è stato segnalato dal responsabile del cronometro, lo shinpan (giudice in prima fila, fuori dal ring) seduto a sud-est, il gyōji annuncerà che il tempo di preparazione (quattro minuti per la massima divisione) è finito dicendo: "jikan desu, ryote wo tsuite" ("è tempo, entrambe le mani giù ") e segnala con il suo ventaglio che l'incontro deve iniziare. A volte aggiungerà "kamaete mattanashi!" ("preparatevi, nessuna falsa partenza!"), o a volte urlerà: "hakke-yoi" (tradotto: "buon inizio") o "nokotta" ("siete ancora dentro") dopo un buon tachi-ai. Anche se sono i lottatori che decidono quando iniziare il tachi-ai, se la partenza dei due lottatori non è sincronizzata o se un lottatore carica prima che entrambi posino le loro mani a terra, il gyōji griderà "madamada" ( "non ancora!"), mentre alza la mano tra i due lottatori. Questo è indicato come un "matta" o una falsa partenza, e solo il gyōji può chiamarne uno. Se il gyōji non richiede un matta, anche se un lottatore non è pronto, deve combattere. Una volta che un matta è stato richiesto, i lottatori devono tornare alle loro posizioni di partenza e provare un altro tachi-ai.
Durante l'incontro, il gyōji è tenuto a tenere informati i lottatori che l'incontro è ancora in corso (è possibile che un lottatore sfiori il ring senza rendersene conto). Lo fa gridando "nokotta nokotta!" (残 っ た, 残 っ た!), Tradotto grossolanamente significa: "ci sei ancora dentro! Ci sei ancora dentro!" Il gyōji ha anche la responsabilità di incoraggiare i lottatori a fare una mossa quando l'azione tra di loro si è completamente fermata, per esempio, quando entrambi trattengono saldamente il mawashi dell'altro e si trovano nel mezzo dell'anello. Lo farà gridando "yoi hakkeyoi, eh! Yoi hakkeyoi, eh!" (発気揚々, 発気揚々!). Se la partita sta diventando molto lunga (quattro o cinque minuti) e con poco movimento, allora il gyōji potrebbe richiedere una "mizu-iri", o una pausa per l'acqua. il Gyōji registrerà in modo specifico il modo in cui i rikishi si sono fermati prima della pausa, e li riporterà esattamente nella stessa posizione una volta che la pausa si sarà conclusa. Inoltre, il gyōji potrebbe richiedere una piccola pausa se ha bisogno di riparare il mawashi di un lottatore. Le interruzioni di metà partita sono rare, ma possono accadere. Quando un lottatore è apparentemente caduto sull'argilla, il gyōji dovrebbe determinare il vincitore dell'incontro. Il suo accessorio più tipico è un solido ventaglio da guerra di legno, chiamato gunbai, che usa nel rituale pre incontro e quando indica la parte del vincitore alla fine di ogni incontro. Spesso urla "shobu-ari" ("una decisione è stata presa").
La decisione del gyōji sul vincitore dell'incontro può essere messa in discussione da uno dei cinque shinpan, o giudici che siedono attorno al ring. Se contestano il risultato, tengono un mono-ii (tradotto: un discorso sulle cose) al centro dell'anello, aiutato da un auricolare collegato ad altri due giudici in una sala video. Possono confermare la decisione del gyōji (gunbai-dori o via del gunbai), capovolgerla (gunbai-sashichigai), o ordinare una rivincita (torinaoshi). Il gyōji non dovrebbe prendere parte alla discussione durante un mono-ii se non gli viene richiesto di farlo. In molti casi, una partita potrebbe essere troppo corta per decidere, o il gyōji potrebbe non essere riuscito a ottenere una visione chiara della fine del combattimento. Indipendentemente da ciò, è comunque obbligato a prendere una decisione in merito alla sua scelta di "vincitore". Ciò crea pressione per un gyōji, specialmente considerando che una decisione rovesciata (gunbai-sashichigai) è come un segno nero. Ogni volta che la decisione di un gyōji è presa, deve essere presentata una relazione scritta alla federazione. Troppe chiamate capovolte potrebbero influenzare la futura carriera di gyōji (tali arbitri non vengono mai retrocessi, semplicemente possono essere promossi). I primi due gyōji (tategyōji) portano il tantō (pugnale) a simboleggiare la loro volontà di commettere seppuku se la loro chiamata venisse rovesciata. Invece di commettere seppuku, al giorno d'oggi, invieranno lettere di dimissioni. La maggior parte delle lettere di dimissioni non sono accettate, anche se ci sono stati casi in cui lo sono state, solitamente, invece, si sospende il gyōji per un certo numero di giorni.
Oltre alle partite arbitrali, i gyōji hanno un certo numero di altre responsabilità. Prima dell'inizio di un torneo uno dei migliori tategyōji e altri due gyōji che agiscono come sacerdoti shintoisti eseguiranno il dohyō matsuri (letteralmente: festival dell'anello) dove purificheranno l'anello. Durante un torneo annunciano gli incontri del giorno successivo. Hanno anche il compito di mantenere i risultati dei lottatori e di determinare la tecnica utilizzata da un particolare lottatore per vincere un incontro. Alla fine del torneo, un gyōji starà al centro del ring e sarà lanciato in aria da lottatori di livello basso come modo per mandare via i kami (divinità). I gyōji servono anche come moderatori per le conferenze di classifica e di combinazione delle partite. Prima di un torneo stilano una lista di classifica ornata chiamata banzuke, scritta in uno speciale stile calligrafico chiamato negishi-ryu. Un gyōji può impiegare fino a 10 anni per qualificarsi per scrivere il banzuke, e può impiegare fino a tre giorni per finire di scrivere il bazuke di Ita, che è molto più grande e viene appeso fuori dallo stadio. L'Ita Banzuke era stato utilizzato come cartellone pubblicitario durante il periodo Edo. Tutti i gyōji sono anche associati ad una delle scuderie di addestramento di sumo nel corso della loro carriera e hanno molti doveri individuali nell'assistere la propria scuderia, come ad esempio svolgere un lavoro di ufficio. Inoltre, i tategyōji servono entrambi nel consiglio di deliberazione, che è il consiglio direttivo dell'Associazione giapponese Sumō.

## Livello
La progressione della carriera si basa su un sistema di classificazione simile a quello usato per i lottatori di sumo. Il più grande fattore nel determinare la promozione di un gyōji è l'anzianità. Tuttavia, questo non è sempre l'unico fattore, altri includono precisione nell'arbitrio, buona intonazione della voce, qualità di comando, abilità di calligrafia, velocità e agilità. Queste sono le competenze al centro della professione e vengono tramandate da maestro gyōji a allievo gyōji. Anche se non sono retrocessi, possono essere bloccati per la promozione se hanno avuto troppe chiamate annullate.
- tate-gyōji (立行司):
  - Kimura Shonosuke (木村庄之助)
  - Shikimori Inosuke (式守伊之助)
- san'yaku-gyōji (三役行司)
- makuuchi-gyōji (幕内行司)
- jūryō-gyōji (十両行司)
- makushita-gyōji (幕下行司)
- sandanme-gyōji (三段目行司)
- jonidan-gyōji (序二段行司)
- jonokuchi-gyōji (序ノ口行司)

Ai migliori gyōji (tate-gyōji) vengono assegnati degli tsukebito o assistenti personali, proprio come ai migliori lottatori (sekitori). Questi possono essere arbitri allievi o lottatori di livello basso. C'è una superstizione nel mondo di sumo, e cioè che un lottatore al servizio di un gyōji non avrà una carriera di successo.
I Gyōji normalmente iniziano a lavorare intorno all'età di 19 anni. Successivamente ricevono un apprendistato di tre anni, anche se possono essere promossi durante quel periodo. In media ci vogliono 15 anni per essere promossi a officiare le partite della Juryo. Ci vogliono altri 15 anni per essere promosso a officiare partite di makuuchi. I tategyōji (i primi due gyōji) di solito hanno da 40 a 50 anni di esperienza.

## Uniforme

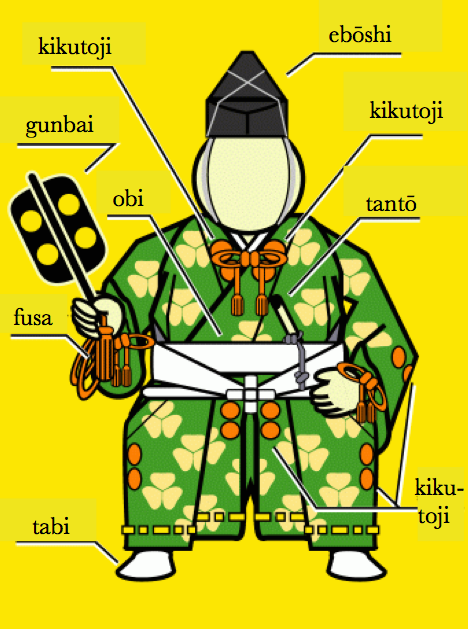
Tecnicamente un gyōji del rango indicato nella foto non avrebbe un tantō e indosserebbe anche sandali zōri.

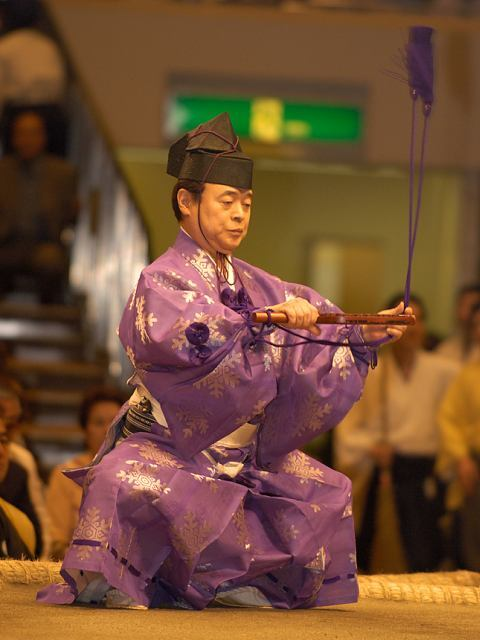
L'ormai ritirato 33° (su 37) Kimura Shōnosuke, il più famoso gyōji, indicato dalle nappe viola sul suo vestito.

I gyōji indossano abiti di seta elaborati, basati su abiti giapponesi del periodo Heian e del periodo Ashikaga, con influenze del periodo Edo.
Come i lottatori di sumo, i gyōji di livello inferiore indossano un abbigliamento molto più semplice di quelli sopra di loro. È fatto di cotone piuttosto che di seta ed è di lunghezza al ginocchio. L'abito incorpora anche un certo numero di rosette (kikutoji) e nappe (fusa) che sono normalmente verdi, ma possono essere di colore nero. All'interno del dohyō (anello) si prevede anche di andare scalzi.
Nella promozione al rango di jūryō, il gyōji cambierà l'abito in uno di seta più elaborato. Anche i kikutoji e i fusa sul suo vestito cambieranno in verde e bianco. Ha anche il diritto di indossare tabi ai piedi.
Quando si viene promossi più in alto, ci sono altri piccoli cambiamenti:
I gyōji classificati in Makuuchi hanno semplicemente bisogno di cambiare il colore dei kikutoji e dei fusa in rosso e bianco. Può indossare i sandali, ma non sul ring.
Al raggiungimento del rango di san'yaku, le rosette e le nappine diventano di un rosso-arancione e gli viene permesso di indossare sandali di paglia zōri ai piedi, oltre ai tabi.
Come descritto sopra, i due titolari del grado più alto, equivalente a yokozuna e ōzeki, sono i tate-gyōji. I kikutoji e i fusa sono viola e bianchi per il tate-gyōji di livello inferiore (Shikimori Inosuke) e viola per quelli più alti (Kimura Shonosuke); entrambi sono autorizzati a tenere i sandali sul ring. Inoltre, entrambi i primi due gyōji portano un tantō (un pugnale) visibile nella cintura del vestito.
| Categoria       | Categoria         | Colore di kikutoji e fusa      | Abito                                                                               | Calzature                           | Gunbai                     | Oggetto cerimoniale | Assistenti     |
| --------------- | ----------------- | ------------------------------ | ----------------------------------------------------------------------------------- | ----------------------------------- | -------------------------- | ------------------- | -------------- |
| Tate-gyōji      | Kimura Shōnosuke  | Viola                          | Lungo fino al terreno. Per l'estate, canapa sottile; per l'inverno, seta spessa.    | Tabi bianchi e zōri                 | Laccato                    | Tantō e inro        | Due assistenti |
| Tate-gyōji      | Shikimori Inosuke | Viola e bianco                 | Lungo fino al terreno. Per l'estate, canapa sottile; per l'inverno, seta spessa.    | Tabi bianchi e zōri                 | Laccato                    | Tantō e inro        | Due assistenti |
| San'yaku-gyōji  | San'yaku-gyōji    | Vermiglio                      | Lungo fino al terreno. Per l'estate, canapa sottile; per l'inverno, seta spessa.    | Tabi bianchi e zōri                 | Laccato                    | Inro                | Un assistente  |
| Makuuchi-gyōji  | Makuuchi-gyōji    | Rosso e bianco                 | Lungo fino alle caviglie. Per l'estate, canapa sottile; per l'inverno, seta spessa. | Tabi bianchi e zōri fuori dal dohyō | Laccato                    | -                   | Un assistente  |
| Jūryō-gyōji     | Jūryō-gyōji       | Verde e bianco o Nero e bianco | Lungo fino alle caviglie. Per l'estate, canapa sottile; per l'inverno, seta spessa. | Tabi bianchi e zōri fuori dal dohyō | Laccato                    | -                   | Un assistente  |
| Makushita-gyōji | Makushita-gyōji   | Verde o Nero                   | Lungo fino al ginocchio. Sempre in cotone.                                          | Piedi scalzi                        | Venature (colore naturale) | -                   | -              |
| Sandanme-gyōji  |                   | Verde o Nero                   | Lungo fino al ginocchio. Sempre in cotone.                                          | Piedi scalzi                        | Venature (colore naturale) | -                   |                |
| Jonidan-gyōji   |                   | Verde o Nero                   | Lungo fino al ginocchio. Sempre in cotone.                                          | Piedi scalzi                        | Venature (colore naturale) | -                   |                |
| Jonokuchi-gyōji |                   | Verde o Nero                   | Lungo fino al ginocchio. Sempre in cotone.                                          | Piedi scalzi                        | Venature (colore naturale) | -                   |                |

## Nomi di battaglia
Come in quasi tutti i ruoli dell'Associazione Sumo, compresi i lottatori e gli oyakata, i gyōji assumono un nome professionale, che può cambiare man mano che vengono promossi. A partire dal XVI secolo e fino alla fine del periodo Edo, questi nomi professionali furono presi da un certo numero di influenti famiglie nobili associate al sumo, come Kimura, Shikimori, Yoshida, Iwai, Kise e Nagase. I Gyōji associati a queste famiglie derivano da loro i loro nomi professionali. Nel corso del tempo, tuttavia, l'influenza delle famiglie nobili sul sumo calò fino a che alla fine rimasero solo due nomi professionali "di famiglia", Kimura e Shikimori. Le famiglie Kimura e Shikimori risalgono agli inizi del XVIII secolo.
Nei tempi moderni, tutti i gyōji assumeranno il nome di famiglia Kimura o Shikimori come nome professionale, a seconda della tradizione della scuderia a cui si uniscono. Ci sono eccezioni a questa convenzione di denominazione, ma sono rare. Il nome professionale Kimura supera il nome Shikimori di circa 3 a 1. Inoltre ci sono diversi stili di come un gyōji terrà il suo gunbai a seconda della famiglia in cui si trova. La famiglia Kimura tiene il gunbai con il palmo e le figure a faccia in su, mentre gli Shikimori terranno il loro con il palmo della mano e figure a faccia in giù. La famiglia Kimura è anche considerata leggermente più prestigiosa della famiglia Shikimori. Un gyōji inizialmente utilizzerà il proprio nome come nome personale o secondo nome, che segue Kimura o Shikimori. Più tardi, mentre si alzano nei ranghi e iniziano a officiare divisioni più alte, uno dei due nomi di famiglia e un nome personale vengono tramandati. Questo sarà trasmesso da un anziano gyōji (spesso un mentore) all'allievo, o il giovane gyōji riceverà uno dei numerosi nomi professionali attualmente inutilizzati. Questa convenzione di denominazione può essere osservata quando si guarda una lista di gyōji come su un banzuke, dove i più giovani, i gyōji di livello più basso, hanno moderni nomi personali o secondari, mentre quelli più alti hanno nomi secondari dal suono antiquato, che sono stati tramandati per generazioni. Inoltre, non è raro che un gyōji passi da una famiglia all'altra mentre viene promosso attraverso i ranghi. L'ascesa tra i ranghi si basa in gran parte sull'anzianità, ma anche l'accuratezza delle decisioni di un gyōji e la sua influenza sul dohyō sono fattori determinanti.
Nella parte superiore della gerarchia di gyōji ci sono due posizioni fisse chiamate tate-gyōji che assumono sempre i nomi Kimura Shōnosuke e Shikimori Inosuke, rispettivamente il tate-gyōji di livello più alto e quello inferiore. Officiano solo i primi ranghi della divisione san'yaku, che combattono verso la fine di una giornata di torneo. Entrambi questi nomi professionali hanno la storia più lunga e sono stati tramandati attraverso la maggior parte delle generazioni di gyōji. Normalmente è comune che quando l'attuale Kimura Shōnosuke va in pensione, a 65 anni, sia succeduto dall'attuale Shikimori Inosuke dopo un certo periodo di tempo.

### Ultimi tate-gyōji

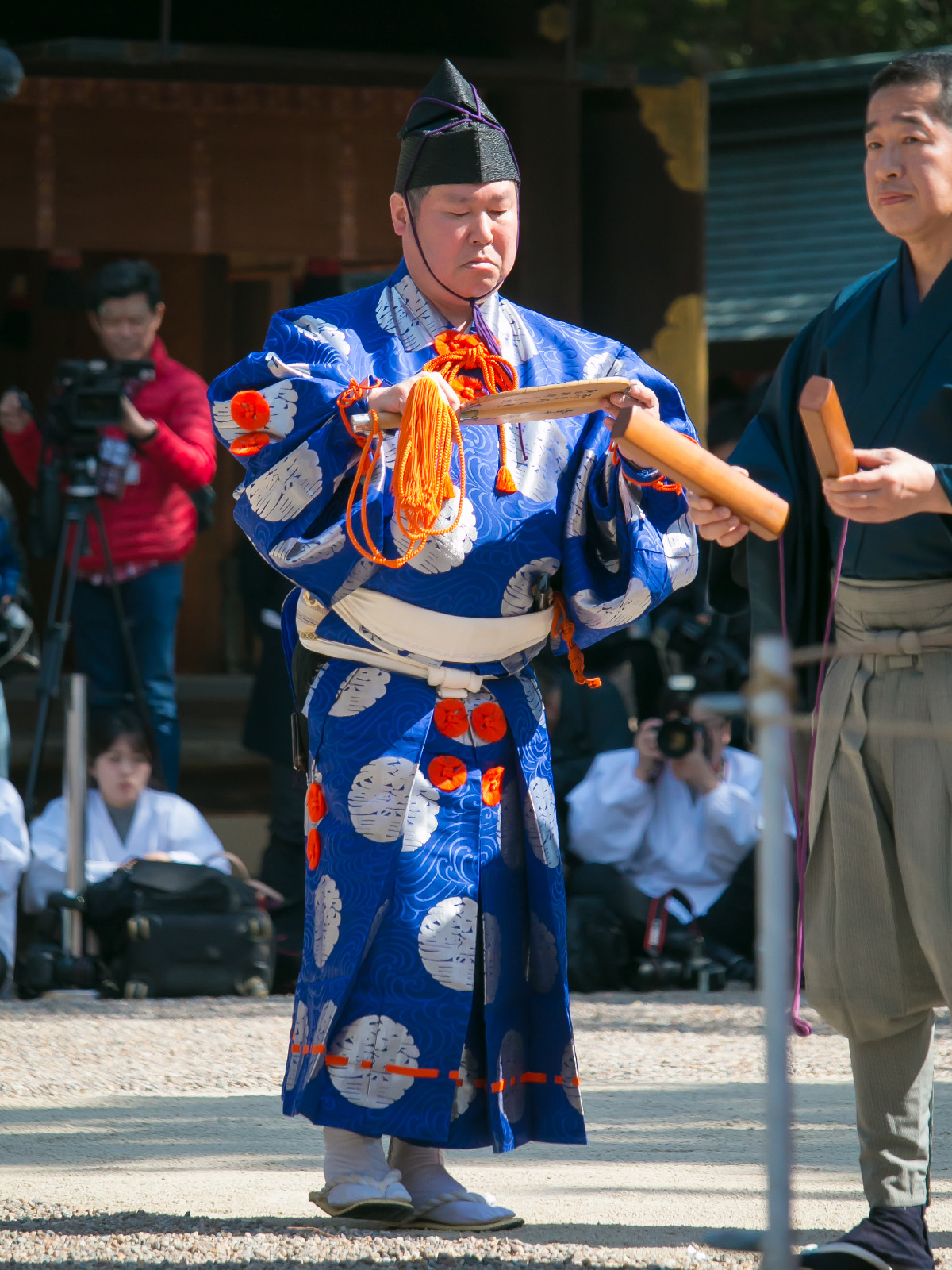
Il 41° Shikimori Inosuke (visto qui in classifica san'yaku) è il più vecchio gyōji attivo del basho del gennaio 2019.

- 37° Kimura Shōnosuke, vero nome: Saburō Hatakeyama, membro della scuderia Tomozuna, da novembre 2013 a marzo 2015. Non è stato nominato alcun sostituto dal suo ritiro.
- 41° Shikimori Inosuke, vero nome: Hideki Imaoka, membro della scuderia Takadagawa , dal gennaio 2019.

### Ultimi san'yaku-gyōji
A partire dal basho di gennaio 2019 ci sono quattro san'yaku-gyōji :
- 6° Kimura Tamajirō, vero nome: Masashi Takeda, membro della scuderia Tatsunami , da gennaio 2014
- 3° Kimura Yōdō, vero nome: Yuji Horasawa, membro della scuderia Kokonoe , da novembre 2014
- 15° Kimura Shōtarō, vero nome: Yoshimitsu Morita, membro della scuderia Kasugano , da maggio 2015
- Kimura Kōnosuke, vero nome: Toshiaki Kojima, membro della scuderia Kokonoe, dal gennaio 2019

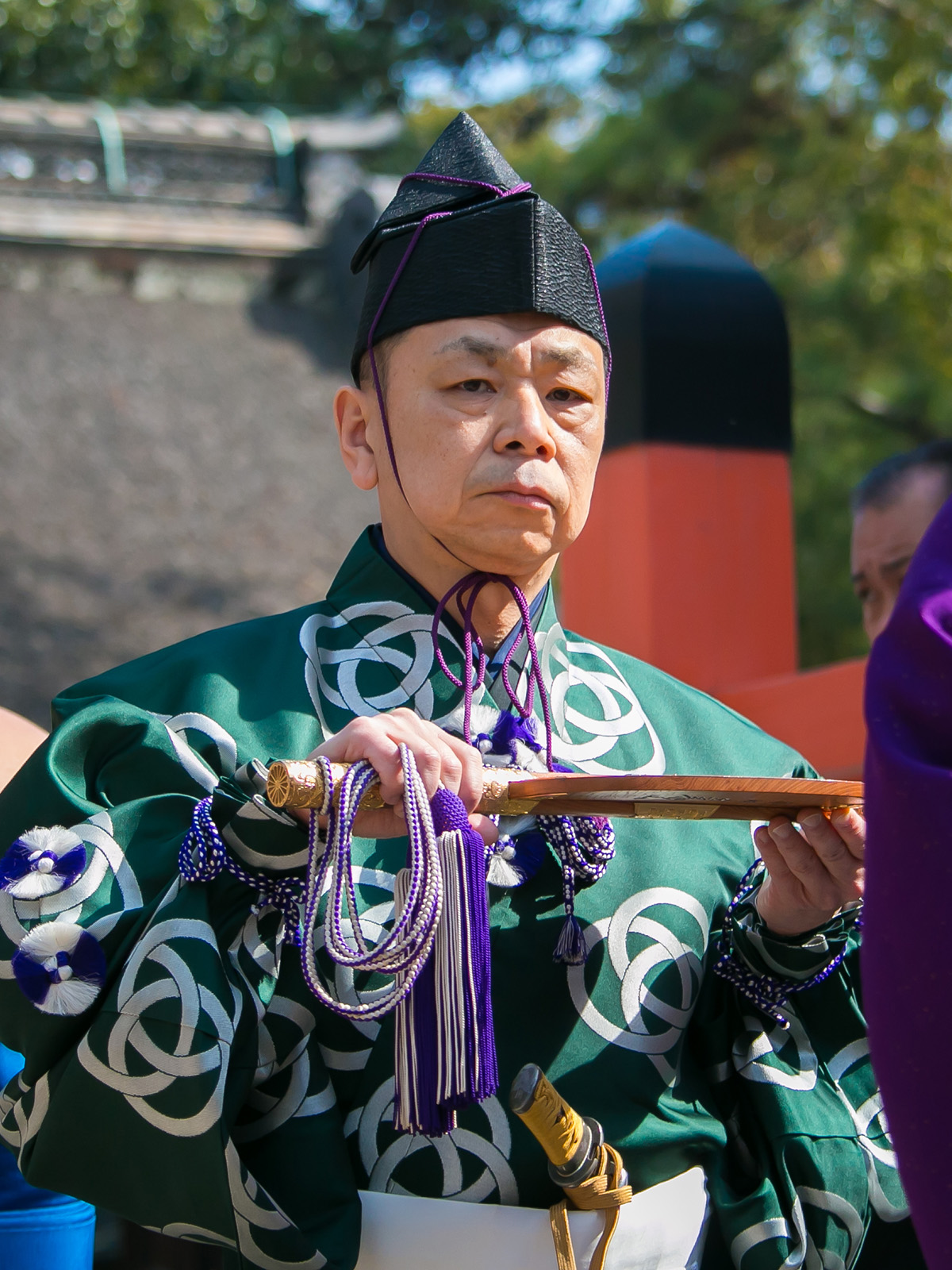
Il 40° Shikimori Inosuke, nel marzo 2017.

## Polemica
Nel gennaio 2018, il 40° Shikimori Inosuke (Itsuo Nouchi) è stato sospeso per tre tornei per aver molestato sessualmente un giovane arbitro. La Japan Sumo Association ha accettato le sue dimissioni nel maggio 2018, quando la sospensione è stata conclusa.